# Уильямс, Деуэйн Томас
Рядовой первого класса Деуэйн Томас Уильямс (англ. Dewayne Thomas Williams; 18 сентября 1949 — 18 сентября 1968) — американский морской пехотинец, посмертно награждён медалью Почёта, за героизм проявленный в сентябре 1968 года во время Вьетнамской войны.

## Биография
Родился 18 сентября 1949 года в Браун-Cити, штат Мичиган. Посещал начальную школу Белл, начальную, среднюю и высшую школу св. Клэра в Сент-Клэр, штат Мичиган и высшую школу Капак в деревне Капак, Мичиган.
18 декабря 1967 года Уильямс вступил в резерв корпуса морской пехоты. 2 января 1968 перешёл на действительную службу в Корпус. В марте 1968 года он прошёл программу подготовки новобранцев в третьем учебном батальоне новобранцев на базе Сан-Диего, в апреле индивидуальную программу боевой подготовки в роте Y третьего батальона, второго учебного полка на базе Кэмп-Пендлтон и оружейную подготовку в оружейной роте учебного батальона базовой пехотной подготовки, второго полка пехотной подготовки на базе Кэмп-Пендлтон в мае 1968 года.
1 июня 1968 года Уильямс был произведён в рядовые первого класса. В этом же месяце он прибыл во Вьетнам и был назначен стрелком в роту I третьего батальона, 27-го полка, первой дивизии морской пехоты где прослужил до августа 1968 года. Затем он получил назначение в противотанковое подразделение роты Н второго батальона первого полка морской пехоты. 18 сентября 1968 года в день своего рождения он был убит в бою находясь в патруле в провинции Куанг-Нам.

## Награды и почести
| A light blue ribbon with five white five pointed stars |                                                         |
|                                                        | Бронзовая звезда за службу · Бронзовая звезда за службу |

| Медаль Почёта                           | Медаль Почёта                           | Медаль Почёта                                             | Пурпурное сердце                                          | Пурпурное сердце            | Пурпурное сердце            |
| Медаль «За службу национальной обороне» | Медаль «За службу национальной обороне» | Медаль «За службу во Вьетнаме» с двумя звездами за службу | Медаль «За службу во Вьетнаме» с двумя звездами за службу | Медаль вьетнамской кампании | Медаль вьетнамской кампании |

В честь Уильямса названы:
- Балкер USNS PFC Dewayne T. Williams (T-AK-3009) командования морских перевозок[1].
- Мемориальное шоссе Уильямса (часть межштатной автомагистрали №69), простирающееся от восточного края г. Лэпер, штат Мичиган до западного края г. Порт-Гурон того же штата.
- Имя Уильямса отмечено на панели 43W 25-го ряда мемориала ветера́нов войны́ во Вьетна́ме[2].

## Наградная запись к медали Почёта
Президент Соединённых штатов от имени Конгресса с гордостью вручает медаль Почёта (посмертно)
Рядовому первого класса Деуэйну Т. Уильямсу
Корпус морской пехоты США
за службу как то указано в нижеследующей записи:
За выдающуюся храбрость и отвагу проявленные при выполнении долга службы и за его пределами во время службы стрелком  первого взвода роты Н второго батальона первого полка  первой дивизии морской пехоты в бою против коммунистических повстанческих сил в провинции Куанг Нам, республики Вьетнам. Рядовой первого класса Уильямс входил в состав патруля, отправленного от взвода с задачей занять позиции в зоне боевых действий роты, откуда можно было бы перехватывать и уничтожать вражеские снайперские команды, действующие в области. В ночь на 18 сентября 1968 года, когда патруль готовился выдвинуться со своей позиции, занятой на рассвете к следующей предварительно выбранной позиции он был атакован из засады вражеским взводом: [заброшен] гранатами и [обстрелян] огнём из лёгкого стрелкового оружия. Несмотря на несколько серьёзных ранений, полученных в спину от плотного огня противника с близкого расстояния рядовой первого класса Уильямс осознавая опасность для взвода, немедленно пополз вперёд, чтобы занять хорошую огневую позицию. Когда он двигался под постоянным плотным огнём он услышал как один из солдат взвода предупредил о гранате, приземлившейся на позиции взвод. Немедленно отреагировав на угрозу он увидел, что граната приземлилась рядом с ним. Без колебаний, доблестным актом героизма он перекатился на гранату и когда она взорвалась принял своим телом полную и грозящую мощь взрыва. Своим необычайным поступком и вдохновляющей храбростью перед лицом неминуемой смерти он спас жизни своих товарищей из взвода от серьёзных ран и возможно гибели что позволило им успешно разгромить атакующего [противника] и удержать позицию пока не прибыла подмога. Своим личным героизмом и посвящением долгу он поддержал высочайшие традиции корпуса морской пехоты и военно-морской службы США. Он доблестно пожертвовал жизнью ради своей страны.       
/подписано/Ричард Никсон
Оригинальный текст (англ.)
The President of the United States in the name of the Congress takes pride in presenting the MEDAL OF HONOR posthumously to

PRIVATE FIRST CLASS DEWAYNE T. WILLIAMS

UNITED STATES MARINE CORPS

for service as set forth in the following CITATION:
For conspicuous gallantry and intrepidity at the risk of his life above and beyond the call of duty while serving as a Rifleman with the First Platoon, Company H, Second Battalion, First Marines, First Marine Division in action against communist insurgent forces in the Quang Nam Province, Republic of Vietnam. Private First Class Williams was a member of a combat patrol sent out from the platoon with the mission of establishing positions in the company's area of operations, from which it could intercept and destroy enemy sniper teams operating in the area. On the night of September 18, 1968, as the patrol was preparing to move from its daylight position to a preselected night position, it was attacked from ambush by a squad of enemy using small arms and hand grenades. Although severely wounded in the back by the close intense fire, Private First Class Williams, recognizing the danger to the patrol, immediately began to crawl forward toward a good firing position. While he was moving under the continuing intense fire, he heard one of the members of the patrol sound the alert that an enemy grenade had landed in their position. Reacting instantly to the alert, he saw that the grenade had landed close to where he was lying and without hesitation, in a valiant act of heroism, he rolled on top of the grenade as it exploded, absorbing the full and tremendous impact of the explosion with his own body. Through his extraordinary initiative and inspiring valor in the face of certain death, he saved the other members of his patrol from serious injury and possible loss of life, and enabled them to successfully defeat the attackers and hold their position until assistance arrived. His personal heroism and devotion to duty upheld the highest traditions of the Marine Corps and the United States Naval Service. He gallantly gave his life for his country
/S/ Richard M. Nixon
— 